# Atheta embuicola
Atheta embuicola – gatunek chrząszcza z rodziny kusakowatych i podrodziny rydzenic.
Gatunek ten opisał po raz pierwszy w 1995 roku Roberto Pace na łamach „Revue suisse de Zoologie”. Jako lokalizację typową wskazano Kirimiri Forest w kenijskim hrabstwie Embu.
Chrząszcz o błyszczącym, wydłużonym w zarysie ciele długości 2,9 mm. Głowa jest rudobrązowa, wyraźnie siateczkowana, o drobnym i wyraźnie zaznaczonym punktowaniu. Czułki mają czerwonawożółte człony pierwszy i drugi oraz rudobrązowe człony pozostałe. Rudobrązowe przedplecze i pokrywy są słabo ziarenkowane oraz wyraźnie siateczkowane. Barwa odnóży jest rudożółta. Odwłok jest rudobrązowy z brązowymi wolnymi urotergitami segmentów trzeciego, czwartego i piątego. Na powierzchni odwłoka występuje wyraźnie ziarenkowanie, natomiast brak siateczkowania. Genitalia samicy różnią się od tych u podobnej A. gestroi spermateką o silnie wydłużonej części proksymalnej i niekulistej części dystalnej.
Owad afrotropikalny, znany wyłącznie z Kenii. Spotkany na rzędnych 1550 m n.p.m.